# Washington Cruz
Washington Cruz, C.P. (Itabuna, 25 de maio de 1946) é um prelado católico brasileiro, arcebispo emérito de Goiânia.

## Estudos e presbiterado
Realizou seus estudos fundamental e médio em Itabuna e Osasco. Ingressou na Congregação da Paixão, onde professou a  16 de janeiro de 1966.
Estudou Filosofia e Teologia na Universidade Lateranense, em Roma.
Ordenou-se padre no dia 25 de julho de 1971, em Itabuna.

### Atividades durante o presbiterado
- Pároco em Itabuna e Salvador
- Missionário Popular
- Formador nos Seminários Maiores Passionistas

## Episcopado
No dia 25 de fevereiro de 1987, o  Papa João Paulo II o nomeou Bispo de São Luís de Montes Belos. Recebeu a ordenação episcopal no dia 9 de maio de 1987, em Salvador, das mãos de Dom Tomás Guilherme Murphy, Dom Estanislau Arnoldo Van Melis e de Dom Geraldo Claudio Luiz Micheleto Pellanda.
No dia 8 de maio de 2002, o Papa João Paulo II o nomeou Arcebispo de Goiânia.
Lema: Praedicamus Crucifixum (Anunciamos o Crucificado).
Em 09 de Dezembro de 2021, o Papa Francisco  aceita seu pedido de renúncia por ter completado 75 anos de idade, tempo máximo de pontificado de um Bispo. No mesmo dia, o Papa Francisco nomeia Dom João Justino Medeiros Silva, até então Arcebispo de Montes Claros, como o novo Arcebispo de Goiânia . Dom Washington Cruz serviu como Administrador Apostólico da Arquidiocese até a posse de seu sucessor, que ocorreu em 16 de Fevereiro de 2022. 

### Atividades durante o episcopado
- Acompanhante da Pastoral da Juventude
- Acompanhante da Comissão Regional do Clero
- Membro da Comissão Episcopal do Seminário S. João Maria Vianney, de Goiânia
- Presidente do Regional Centro-Oeste da CNBB
- Bispo de São Luís de Montes Belos (1987-2002)

### Sucessão
Dom Washington Cruz é o 3º Arcebispo de Goiânia, sucedeu a Dom Antonio Ribeiro de Oliveira. Renunciando a Goiânia em 25 de maio de 2021, por motivo de idade.
Dom Washington foi o 2º bispo de São Luís de Montes Belos, sucedeu a Dom Estanislau Arnoldo Van Melis, CP e foi sucedido por Dom Carmelo Scampa.

### Ordenações episcopais
Dom Washington presidiu a ordenação episcopal de:
- Dom Carmelo Scampa
- Dom Waldemar Passini Dalbello
- Dom Levi Bonatto

Dom Washington foi concelebrante da ordenação episcopal de: 
- Dom José Mauro Pereira Bastos
- Dom Tommaso Cascianelli
- Dom Afonso Fioreze [4]
- Dom Moacir Silva Arantes
- Dom José Roberto dos Reis